# کایتو اوکی
کایتو اوکی (ژاپنی: 起 海斗؛ زادهٔ ۱۴ نوامبر ۲۰۰۰) یک بازیکن فوتبال اهل ژاپن است.
از باشگاه‌هایی که در آن بازی کرده‌است می‌توان به باشگاه فوتبال رینوفا یاماگوچی اشاره کرد.